# Dheva Anrimusthi
Dheva Anrimusthi (5 de diciembre de 1998) es un deportista indonesio que compite en bádminton adaptado. Ganó dos medallas en los Juegos Paralímpicos de Verano, plata en Tokio 2020 y bronce en París 2024.

## Palmarés internacional
| Juegos Paralímpicos | Juegos Paralímpicos | Juegos Paralímpicos | Juegos Paralímpicos |
| Año                 | Lugar               | Medalla             | Prueba              |
| ------------------- | ------------------- | ------------------- | ------------------- |
| 2020                | Tokio (Japón)       | Medalla de plata    | Individual SU5      |
| 2024                | París (Francia)     | Medalla de bronce   | Individual SU5      |